# Frontenac (Metro Montreal)

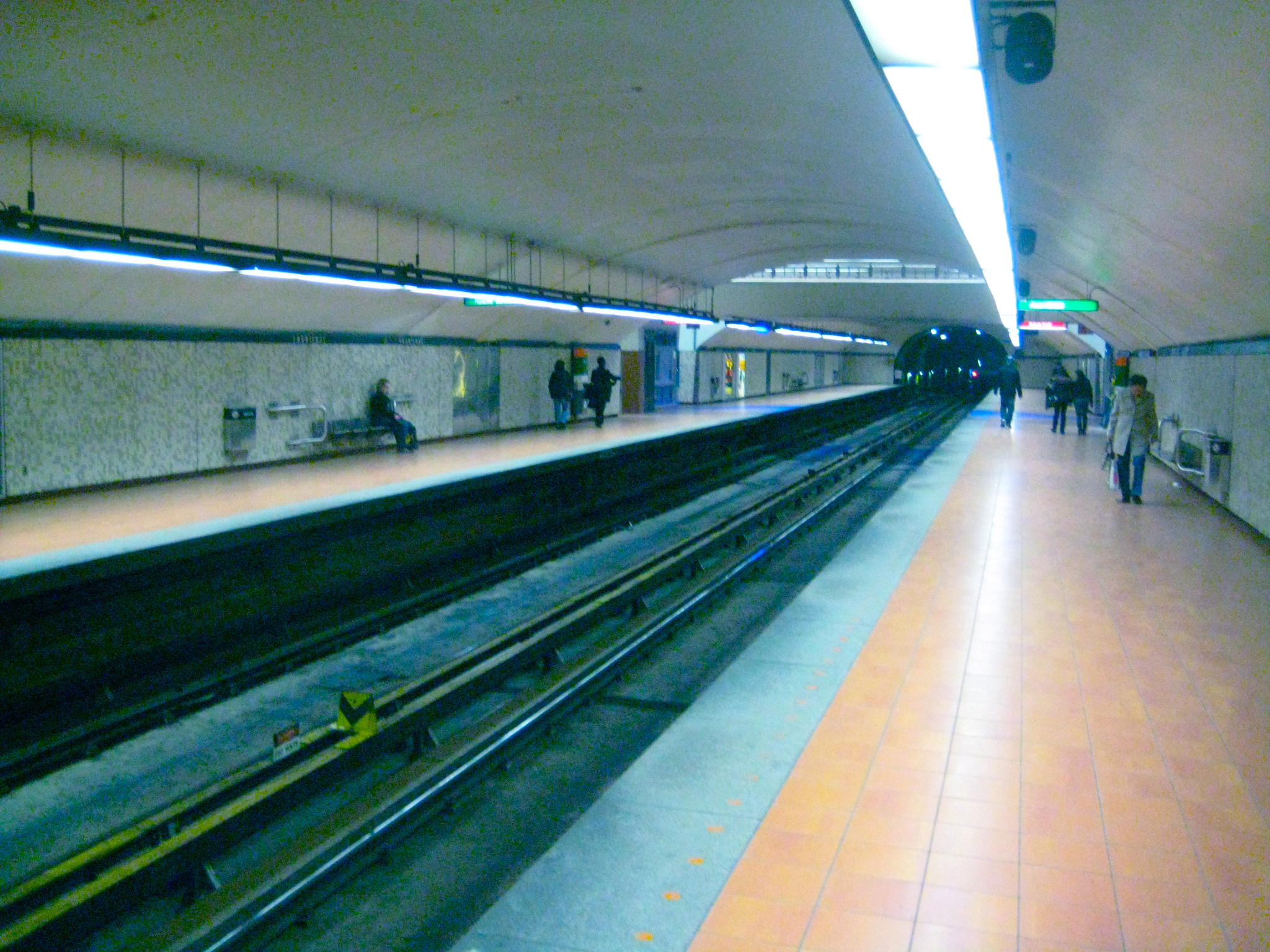
Blick auf die Bahnsteige

Frontenac ist eine U-Bahn-Station in Montreal. Sie befindet sich im Arrondissement Ville-Marie an der Kreuzung von Rue Ontario und Rue Frontenac. Hier verkehren Züge der grünen Linie 1. Im Jahr 2019 nutzten 2.817.756 Fahrgäste die Station, was dem 44. Rang unter den insgesamt 68 Stationen der Metro Montreal entspricht.

## Bauwerk

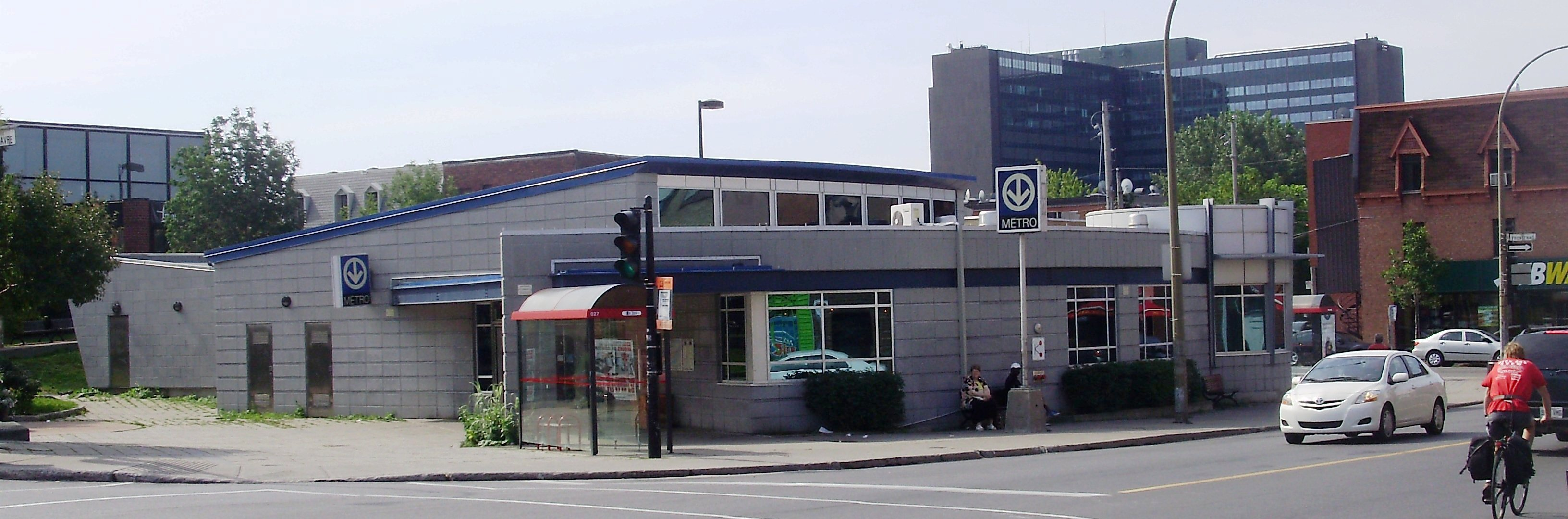
Ansicht des Eingangspavillons

Die vom Architekturbüro Robillard, Jetté et Beaudoin entworfene Station entstand als relativ nüchtern gestalteter Tunnelbahnhof mit Fliesen in Braun- und Beigetönen. In 23,2 Metern Tiefe befindet sich die Bahnsteigebene mit zwei Seitenbahnsteigen. Eine darüber liegende Verteilerebene bietet einen Zugang zu langen Rolltreppen an die Oberfläche. Der ursprüngliche Eingangspavillon wurde 1999 durch einen von Christian Bisson entworfenen postmodernen Neubau ersetzt. Die Entfernungen zu den benachbarten Stationen, jeweils von Stationsende zu Stationsanfang gemessen, betragen 1157,57 Meter bis Papineau und 1003,95 Meter bis Préfontaine. Es bestehen Anschlüsse zu vier Buslinien und zehn Nachtbuslinien der Société de transport de Montréal.

## Geschichte
Die grüne Linie war am 14. Oktober 1966 eröffnet worden. Die Inbetriebnahme des östlichsten Abschnitts des Grundnetzes zwischen Papineau und Frontenac verzögerte sich um etwas mehr als zwei Monate und erfolgte schließlich am 19. Dezember 1966. Frontenac war rund sechseinhalb Jahre lang die östliche Endstation der grünen Linie, bis diese am 6. Juni 1976 nach Honoré-Beaugrand verlängert wurde. Namensgeber der Station ist die Rue Frontenac. Diese wiederum ist nach Louis de Buade, sieur de Frontenac (1622–1698) benannt, einem Gouverneur der Kolonie Neufrankreich und Patenkind des französischen Königs Louis XIII. Während der Planungsphase war noch die Stationsbezeichnung Ontario vorgesehen.